# Vlag van Nuis-Niebert

Vlag van Nuis-Niebert

De vlag van Nuis-Niebert is de vlag van de dorpen Nuis en Niebert, gelegen in de gemeente Westerkwartier in de Nederlandse provincie Groningen. De vlag werd in 2011 gelijktijdig ontworpen met het wapen van Nuis-Niebert. 

## Beschrijving
De beschrijving van de vlag luidt als volgt:
Twee even lange, golvend aaneengesloten banen blauw en geel, met aan de broekzijde een geel hart doorstoken met twee gekruiste, omgekeerde gele pijlen, gekroond met een gele kroon met drie bladeren, elk beladen met een wit pareltje en aan de vluchtzijde drie onder elkaar geplaatste schuin geplaatste blauwe vissen, met de koppen omhoog en gewend naar de broekzijde.

### Symboliek
- Blauwe baan: symbool voor het water nabij Nuis en Niebert.[1]
- Gele baan: staat voor de zandrug waar beide dorpen op gelegen zijn.[1]
- Dubbel doorstoken hart met kroon: ontleend aan het familiewapen van het geslacht Iwema dat het Iwema-steenhuis in Niebert bewoonde.[1]
- Drie vissen: afkomstig uit het familiewapen van de familie Fossema dat een aanzienlijke positie had in Nuis.[1]

## Zie ook

Wapen van Nuis-Niebert